# Françoise Dolto, le désir de vivre

Françoise Dolto, le désir de vivre est un téléfilm franco-belge avec Josiane Balasko dans le rôle de Françoise Dolto réalisé par Serge Le Péron et diffusé en 2008.

## Synopsis
Situé juste après la seconde Guerre mondiale, le film suit les trajectoires de Claude un enfant de 10 ans fils de résistants communistes dont la mère est morte à Auschwitz et de Ben, 14 ans, qui a pour mère une prostituée et pour père un petit truand juif. Ils reçoivent l'aide de Françoise Dolto pour affronter leurs difficultés à vivre. A travers eux, et d'autres enfants, apparaît l'originalité du travail mené en psychanalyse de l'enfance par la célèbre psychanalyste française.

## Fiche technique
- Scénario : Serge Le Péron, Françoise Moreau
- Durée : 98 min
- Pays :  France,  Belgique

## Distribution
- Josiane Balasko : Françoise Dolto
- Maxime Berger : Claude
- Milan Argaud : Ben
- Florence Pernel : Jenny
- Jean-Michel Vovk : Maurice
- Georges Siatidis : Tom
- Chantal Banlier : Madeleine
- Philippe Laudenbach : Rutène
- Cécile Van Grieken : Tante Renée
- Muriel Jacobs : Colette
- Olivia Auclair : La surveillante
- Paul Barge : Boris Dolto
- Hanna Bardos-Feltoronyi : Marguerite
- Jean-Claude Roy : Le gardien Trousseau
- Corentin Bernard : Claude jeune homme
- Jean-Pierre Valère : Le professeur Mignard
- Gaëlle Marras et Agnès Calvache : Infirmières Salpêtrière
- Caroline Veyt : La mère de Josette
- Renaud Rutten : Duplexeur maison de redressement
- Pierre Lekeux : Médecin maison de redressement
- Catherine Bary : Madame Marette
- Isabelle de Hertogh : La patronne de la lingerie
- Erico Salamone : Gilbert
- Marcel Dossogne : Raymond Thévenin
- Charlotte Deschamps : Micheline
- Nicolas Legrain : Yves
- Justine Venet : Arlette
- Adeline Dieudonné : Lise
- Liam Duvivier : Chef de bande square Carpeaux
- Michel Angely, Esther Aflalo et Patrick Poecks : Convives à la ferme
- Annaelle Chaudagne : Françoise enfant
- Walter Froger : Jacques le petit frère
- Cléry Khédir, Charles Debing et Camilla Sandrin : Enfants de Françoise
- Alexia Rodriguez : La fille de Jenny
- Romain Van Doren : Titi
- Simon Malotaux : L'enfant pickpocket
- Alexandre Paternot : L'enfant Zorro
- Quentin Verstraeten : L'enfant brutal
- Angélique Bassecourt : Josette
- Luca Taildeman : Rémi
- Riccardo Baroncelli : L'enfant prostré
- Robin Heuschen : L'enfant tubard
- Thomas Ravert : L'enfant à la mouche
- Adelin Lebrun, Alexandre Pecani, Cyril Pizziga et Nathan Lacroix : Enfants de la Salpêtrière
- Louis Malotaux, Nahoé Bruyère, Luka Lacroix, Marine Beyens, Jérémy Laviolette et Alex Guichard : Enfants de Champigny
- Loïc et clément chevalier: petit frère de claude